# Philippe Milon
 (mai 2021).
Si vous disposez d'ouvrages ou d'articles de référence ou si vous connaissez des sites web de qualité traitant du thème abordé ici, merci de compléter l'article en donnant les références utiles à sa vérifiabilité et en les liant à la section « Notes et références ».
Le colonel Philippe Milon, né le 21 janvier 1908 à Paris et mort le 24 septembre 1992 à Lannion, est un officier et un naturaliste français.

## Biographie
Né à Paris mais d'origine bretonne, il sort de l'école spéciale militaire de Saint-Cyr et occupe le rôle d'officier colonial en Afrique (notamment Madagascar). Passionné depuis son jeune âge par les oiseaux, il deviendra en 1962, après ses trente ans de service, président de la Ligue pour la protection des oiseaux (LPO), conjointement au rôle de conservateur du domaine des Sept-îles, réserve ornithologique dont il fut à l'origine.
Il joue un rôle décisif pour la création de la revue de la LPO, L'Homme et l'Oiseau, créée en 1964 et se fait connaître pour son combat contre la pollution marine, notamment en 1967 avec la marée noire du Torrey Canyon, qui détermine la création d'une station LPO sur l'île Grande des Sept-îles, servant de centre de soin pour les oiseaux mazoutés, puis en 1978, pour la marée noire causée par le Amoco Cadiz.
Il s'intéressa aux oiseaux de Madagascar, d'Indochine mais a également voyagé aux îles Crozet et aux Kerguelen.

## Écrits
- La Mort sur l'île, 1972, 108 p.
- Philippe Milon, Renaud Paulian, Jean-Jacques Petter et Georges Randrianasolo, Oiseaux, 1956
- Philippe Milon, Jean-Jacques Petter, Georges Randrianasolo et Renaud Paulian, Faune de Madagascar, 1973, 263 p.